# 熊本市立出水中学校
熊本市立出水中学校（くまもとしりつ いずみ ちゅうがっこう, Kumamoto City Izumi Junior High School）は、熊本県熊本市中央区出水5丁目にある公立中学校。

## 概要
歴史
戦後1947年（昭和22年）の学制改革（6・3制）により、新制中学校として開校。2007年（平成19年）に創立60周年を迎えた。
校訓
「純朴の資質・好学の美風・遠大の理想」- 1968年（昭和43年）11月に制定。
校歌
1955年（昭和30年）7月に制定。作詞は山口白陽、作曲は滝本泰三による。3番まであり、各番に校名の「出水中学」が登場する。また、校歌とは別に愛唱歌「君とふたりで」（作詞 平井多美子 作曲 中村雪武）も度々歌われる。

## 沿革
- 1947年（昭和22年）4月15日 - 六三制実施により熊本市立中学校9校の1つとして「熊本市立出水中学校」（現校名）が設立。4月29日 - 熊本県立商業学校（現・熊本県立熊本商業高等学校）寄宿舎を仮校舎とする。
  - 校区は出水・砂取・出水南・白山の4小学校区
  - 生徒数830名、学級数18。
- 1948年（昭和23年）7月 - PTAが発足。
- 1949年（昭和24年）4月 - 熊本市立湖東中学校の新設により、画図・健軍の2小学区が分離。
- 1951年（昭和26年）10月 - 木造校舎が一部完成し、現在地に移転。
- 1955年（昭和30年）2月 - 校歌を制定。
- 1958年（昭和33年）6月 - プールが完成。
- 1959年（昭和34年）4月 - 帯山分教室が分離し、熊本市立帯山中学校として独立。
- 1961年（昭和36年）4月 - 熊本市立白山小学校の新設により、校区が出水・砂取・白山の3小学校区となる。
- 1962年（昭和37年）3月 - 鉄筋コンクリート造の新校舎が完成。
- 1963年（昭和38年）4月 - 在籍児童数が最大となる。（2,729名）
- 1966年（昭和41年）6月 - 体育館が完成。
- 1968年（昭和43年）11月 - 校訓三綱領を制定。
- 1973年（昭和48年）5月 - 完全給食を開始。
- 1983年（昭和58年）4月 - 熊本市立出水南中学校の新設により、分離。
- 1989年（平成元年）11月 - 校舎大規模改修1期工事（北校舎）完了。農具倉庫、国旗掲揚台完成
- 1990年（平成2年）12月 - 校舎大規模改修2期工事（西校舎外側、コンピュータ室、3回教室）完了
- 1992年（平成4年）4月 - 部活動の部室新設。図書館をグラウンドの一角に新設。プール全面改修工事。12月 - 大型改修工事竣工
- 1996年（平成8年）6月 - シャワー室設置
- 1997年（平成9年）11月 - 創立50周年記念式典及び祝賀会
- 1998年（平成10年）10月 - 給食プラットホーム改築増設。11月 - カウンセリング室竣工。南校舎大改修工事起工
- 1999年（平成11年）11月 - 南校舎大改修竣工
- 2000年（平成12年）5月16日 - 表札完成（記念木「あきにれ」）
- 2001年（平成13年）4月 - 特殊学級新設
- 2002年（平成14年）8月 - パソコン校内LAN工事完了。12月 - 3年生いずみの時間の活動にて職員室東側花壇に「出水池」造成完了
- 2007年（平成19年）11月4日 - 創立60周年記念行事
- 2009年（平成21年）4月 - 自閉・情緒障害学級新設
- 2010年（平成22年）1月 - 耐震工事完了。12月 - 第2期耐震工事完了
- 2015年（平成27年）7月 - 体育館解体工事開始。12月 - 体育館新築工事開始
- 2016年（平成28年）4月 - 熊本地震により南校舎に避難所開設。5月10日 - 学校授業再開
- 2017年（平成29年）1月31日 - 体育館新築工事竣工。9月29日 - 体育館新築落成・創立70周年記念式典

## 委員会
（2020年（令和2年）現在）
専門委員会
- 生活委員会
- 美化委員会
- 文化委員会
- 体育委員会
- 保健委員会
- 図書委員会
- 緑化委員会
- 給食委員会
- 厚生委員会

特別委員会
- 学級委員会

臨時委員会
- 選挙管理委員会

## 部活動
運動部
- 男子バスケットボール部……度々、九州大会出場などの好成績を残している。
  - 1994年 - 九州中体連 3位
  - 2000年 - 県中体連 優勝。九州大会出場
  - 2003年 - 県中体連 優勝。九州大会出場
  - 2018年 - 県中体連 準優勝。九州大会出場
- 女子バスケットボール部
- バレーボール部
  - 1981年 - 全国中学校バレーボール選手権大会 女子3位
  - 2012年 - 県中体連 準優勝。九州大会出場
- 剣道部
  - 2011年 - 市中体連 準優勝（団体男子）
  - 2013年 - 市中体連 3位（団体女子）
- 卓球部    
  - 2014年 - 市中体連 3位 (団体女子)
- 野球部
  - 1950年 - 市中体連 3年連続優勝。
  - 2012年 - 熊本市旗 優勝。
  - 2015年 - 全国中学校軟式野球大会出場
- サッカー部……公立校でありながら数々の大会で優勝し全国大会出場もある。
  - 2008年 - 九州中体連 優勝。全国大会出場
  - 2010年 - 県新人戦 優勝。
  - 2011年 - 県新人戦 優勝。九州大会出場。県中体連 準優勝。九州大会出場（6位）
  - 2012年 - 県中体連 優勝。九州大会出場
  - 2013年 - 県中体連 ベスト4
- ソフトテニス部
  - 2014年・2015年 - 全国大会に個人ダブルスで出場
- ハンドボール部
  - 2012年 - 県中体連 優勝。九州大会出場
- 陸上部
  - 1965年 - 市中体連 総合優勝、9年連続優勝
  - 1981年 - 全国中体連 男子総合2位
  - 2016年 - 市中体連 総合優勝。
  - 2017年 - 市中体連 完全優勝。
- バドミントン部……近隣の砂取小学校にて練習を行っている。
- 水泳部
  - 1988年 - 九州中体連 総合優勝(男子優勝)
  - 2011年 - 市中体連 総合優勝（男子優勝 女子優勝）
  - 2020年 - 吉里拓真 世界水泳5連覇

- ラグビー部
  - 2010年 - 県新人戦 3位
  - 2017､22､23､24､25年 - 新島旗九州中学校ラグビー大会出場
- 柔道
  - 2013年 - 市新人戦 女子団体優勝。市中体連 準優勝。

文化部
- 吹奏楽部
  - 2004年 - 熊本県吹奏楽コンクール 金賞
- 放送部
  - 2016年 - NHK杯放送コンテスト 全国大会出場
  - 2017年 - NHK杯放送コンテスト 全国大会出場
- 美術部
- 茶道花道部
- 合唱部
  - 第86回 NHK全国音楽コンクール 銅賞
  - 第72回 全日本合唱コンクール 熊本大会 金賞
  - 第72回 全日本合唱コンクール 九州大会 銀賞

## 著名な出身者
- コロッケ - ものまねタレント
- 藤末健三 - 政治家
- アドゥワ誠 - プロ野球選手
- アドゥワ大 - プロ野球選手

## 学校周辺
- 江津湖
- 水前寺公園
- 熊本県立図書館
- 熊本市立総合体育館・青年会館
- ゆめタウンはません
- 熊本県立熊本商業高等学校
- 熊本県立湧心館高等学校
- 熊本国府高等学校
- 熊本県立熊本支援学校
- 熊本市立出水南中学校
- 豊肥本線 - 新水前寺駅
- 熊本市電 - 新水前寺駅前停留所、国府停留所、水前寺公園前停留所、市立体育館前停留所、動植物園前停留所、商業高校前停留所